# Edmund
Edmund je křestní jméno mnoha lidí.
Panovníci
- Edmund I. – anglický král
- Edmund II. – anglický král

Ostatní
- Seznam článků začínajících na „Edmund“

Podobná jména
- Edmond
- Edmonds
- Edmunds